# Micro-ônibus

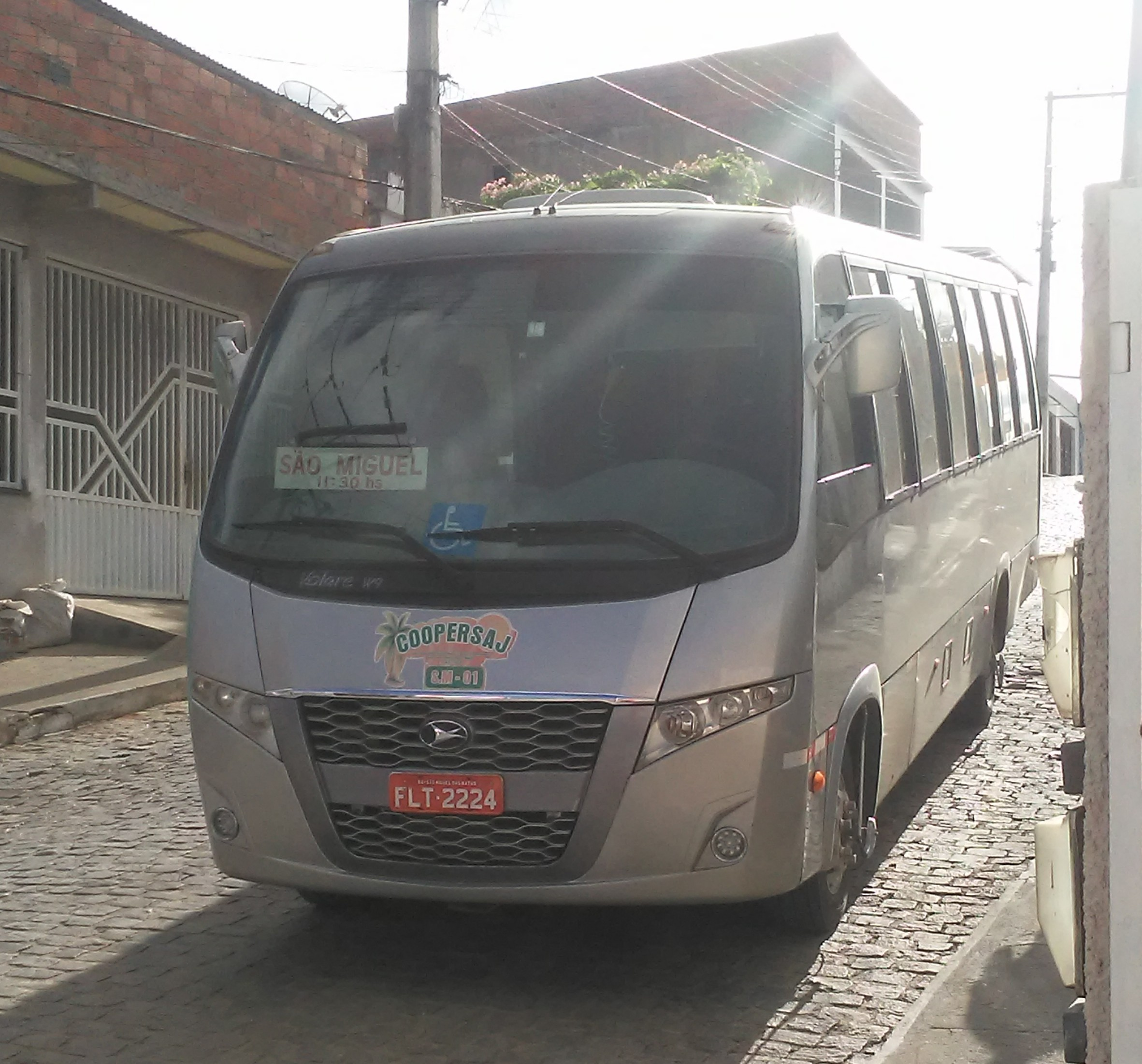
Volare W9.

Um micro-ônibus (português brasileiro) ou mini-autocarro (português europeu) (pré-AO 1990: microônibus), também chamado minibus, é um veículo rodoviário ligeiro de transporte de passageiros semelhante aos ônibus/autocarros convencionais, porém de menores dimensões, que utilizando chassis similares aos de caminhões ligeiros e portanto tem uma capacidade menor de passageiros.
Embora utilizado frequentemente em linhas longas e de grande demanda de passageiros, eles são mais indicados em linhas de trajeto curto e de pouca demanda ou em lugares onde tenham ruas muito estreitas e de difícil manobra.

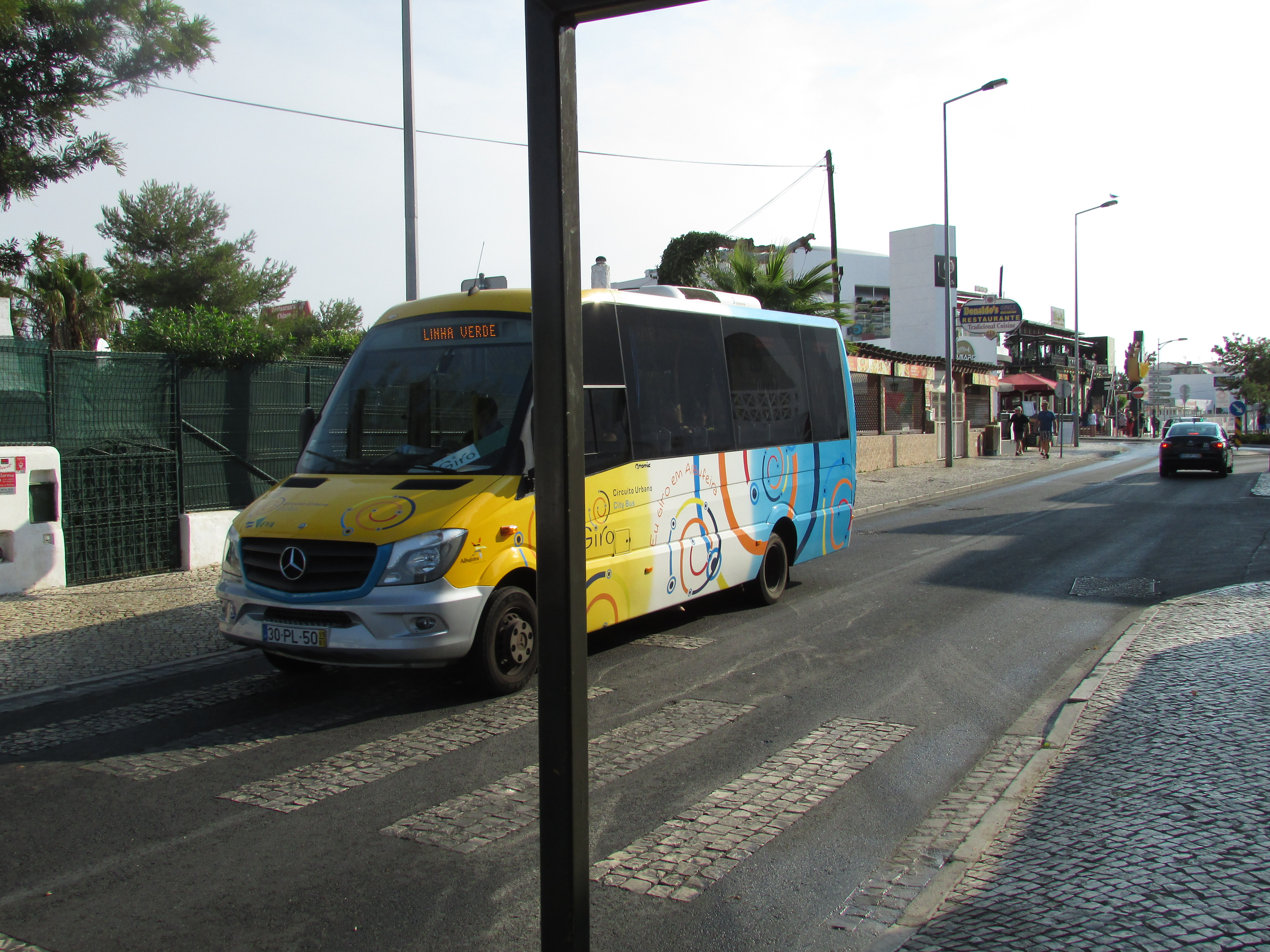
Mercedes-Benz Sprinter.

Também são utilizados para fretamento, linhas turísticas e como propriedade de particulares que tenham famílias numerosas. Em alguns municípios, servem para serviço de transporte seletivo urbano ou metropolitano, com veículos dotados de poltronas confortáveis e ar-condicionado (estes seletivos, em diversos municípios, são chamados de "lotação").

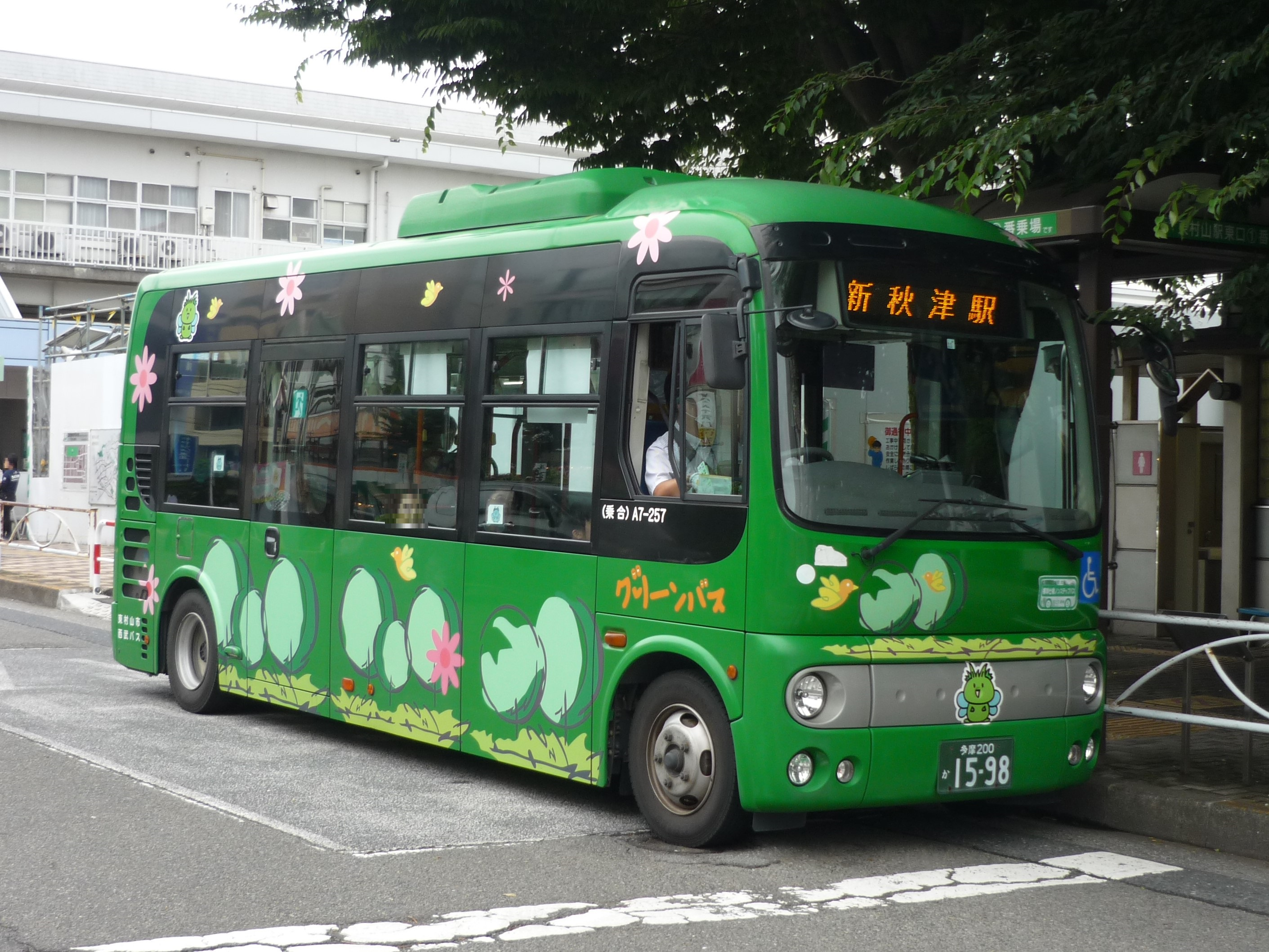
Hino Poncho.

Há uma versão maior que o micro-ônibus, o Midibus, este utilizado em chassis leves como o do micro, mas de altura de um chassis de ônibus comum.

## Modelos
Brasil
Atuais
- Marcopolo
  - New Senior
- Volare
  - Volare V8
  - Volare W7
  - Volare W8
  - Volare W9
  - Volare DW9
  - Volare Fly 7
  - Volare Fly 8
  - Volare Fly 9
- Caio Induscar
  - Foz 2013
  - Foz 2400
- Neobus
  - Thunder + II
  - Thunder Boy
  - Thunder Way
- Comil
  - Piá III
  - Piá Saúde
- Mascarello
  - Gran Micro III
  - Gran Micro S2
  - Gran Micro S3
- Ibrava
  - Apollo
- Ellobus
  - Evolution[1]
- BepoBus
  - Nàscere[2]

Antigos
- Marcopolo Junior
- Marcopolo Invel
- Marcopolo Senior/Senior G4/Senior GV/Senior 2000/Senior 2005/Senior 2013/Senior 2016
- Caio Carolina/Carolina II/Carolina III/Carolina IV/Carolina V
- Caio Piccolo/Piccolino
- Caio Foz
- Ciferal Micron
- Ciferal Agilis
- Ciferal Minimax
- Neobus Thunder/Thunder+
- Busscar Micruss/Micruss II
- Comil Piá/Piá II
- Maxibus Micro/Micro II
- Maxibus Astor/Astor II
- MOV Micro
- Mascarello Gran Micro/Gran Micro II/Gran Mini
- Uni-Buss Athenas

 Reino Unido
- Alexander ALX100